# Denis Morin

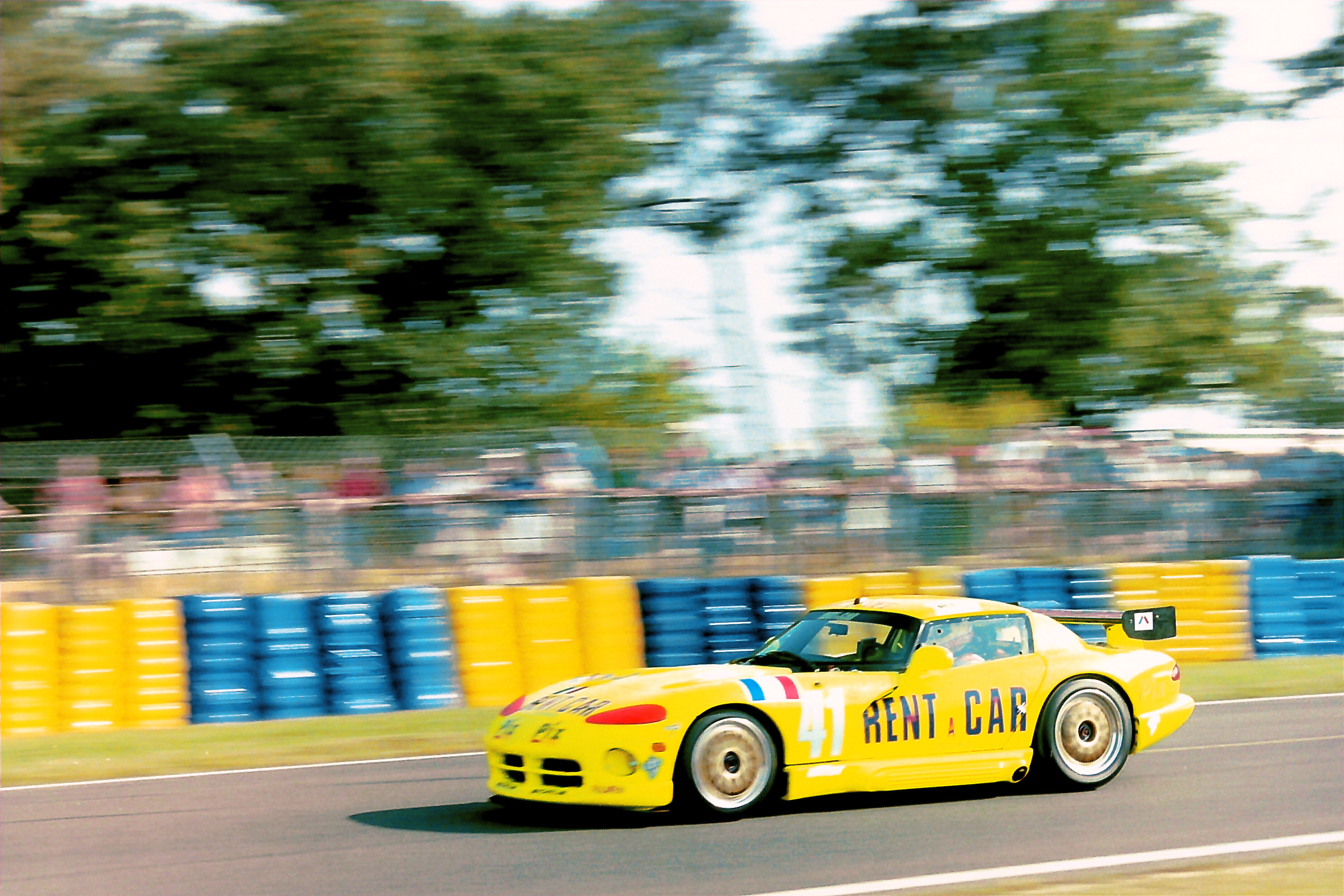
Die Dodge Viper R/T10 von François Migault, Denis Morin und Philippe Gache beim 24-Stunden-Rennen von Le Mans 1994

Denis Morin (* 6. September 1956 in Elbeuf) ist ein ehemaliger französischer Autorennfahrer.

## Karriere als Rennfahrer
Denis Morin begann seine internationale Karriere in der französischen Formel-Renault-Meisterschaft, wo er 1978 auf einem Martini Mk24 Gesamtneunter der Meisterschaft (Gesamtsieger Philippe Alliot vor Joël Gouhier) wurde. Auch im folgenden Jahr – diesmal siegte in der Gesamtwertung Alain Ferté vor Gouhier – beendete er diese Meisterschaft als Gesamtneunter. 1980 wurde Morin Gesamtsieger. 1981 erfolgte der Umstieg in die Formel 3. Er fuhr in der Formel-3-Europameisterschaft, einige Rennen im deutschen Championat und erreichte 1984 (Meister Olivier Grouillard) den fünften Endrang in der französischen Meisterschaft.
Schon während seiner Zeit als Formel-Renault-Pilot ging Morin auch bei Sportwagenrennen an den Start. 1979 gab er sein Debüt beim 24-Stunden-Rennen von Le Mans, wo er bis 1994 insgesamt achtmal am Start war. Seine beste Platzierung im Schlussklassement war der 13. Rang 1981 im von Welter Racing gemeldeten WM P79/80. Teampartner waren Xavier Mathiot und Charles Mendez. Seine beste Platzierung in der Sportwagen-Weltmeisterschaft war der sechste Endrang beim 480-km-Rennen von Dijon 1989.

## Statistik

### Le-Mans-Ergebnisse
| Jahr | Team                       | Fahrzeug          | Teamkollege           | Teamkollege          | Platzierung     | Ausfallgrund |
| ---- | -------------------------- | ----------------- | --------------------- | -------------------- | --------------- | ------------ |
| 1979 | WM A.E.R.E.M.              | WM P79            | Roger Dorchy          |                      | Ausfall         | Unfall       |
| 1980 | WM Esso                    | WM P79/80         | Jean-Louis Bousquet   | Serge Saulnier       | Ausfall         | Unfall       |
| 1981 | WM A.E.R.E.M               | WM P79/80         | Xavier Mathiot        | Charles Mendez       | Rang 13         |              |
| 1982 | North American Racing Team | Ferrari 512 BB    | Preston Henn          | Randy Lanier         | Ausfall         | kein Benzin  |
| 1990 | Pierre-Alain Lombardi      | Spice SE86C       | Pierre-Alain Lombardi | Ferdinand de Lesseps | Ausfall         | Unfall       |
| 1992 | Courage Compétition        | Cougar C28LM      | Tomás Saldaña         | Jean-François Yvon   | Ausfall         | Motorschaden |
| 1993 | Team Guy Chotard           | Porsche 962C      | Didier Caradec        | Alain Sturm          | Rang 14         |              |
| 1994 | Rent a Car Racing Team     | Dodge Viper R/T10 | François Migault      | Philippe Gache       | nicht klassiert |              |

### Einzelergebnisse in der Sportwagen-Weltmeisterschaft
| Saison | Team                                | Rennwagen            | 1   | 2   | 3   | 4   | 5   | 6   | 7   | 8   | 9   | 10  | 11  | 12  | 13  | 14  | 15  | 16  | 17  |
| ------ | ----------------------------------- | -------------------- | --- | --- | --- | --- | --- | --- | --- | --- | --- | --- | --- | --- | --- | --- | --- | --- | --- |
| 1979   | Welter Racing                       | WM P79               | DAY | SEB | MUG | TAL | DIJ | RIV | SIL | NÜR | LEM | PER | DAY | WAT | SPA | BRH | ROA | VAL | ELS |
| 1979   | Welter Racing                       | WM P79               |     |     |     |     |     | DNF |     |     |     |     |     |     |     |     |     |     |     |
| 1980   | Welter Racing                       | WM P79               | DAY | BRH | SEB | MUG | MON | RIV | SIL | NÜR | LEM | DAY | WAT | SPA | MOS | ROA | VAL | DIJ |     |
| 1980   | Welter Racing                       | WM P79               |     |     |     |     |     | DNF |     |     |     |     |     |     |     |     |     |     |     |
| 1981   | Welter Racing                       | WM P79               | DAY | SEB | MUG | MON | RIV | SIL | NÜR | LEM | PER | DAY | WAT | SPA | MOS | ROA | BRH |     |     |
| 1981   | Welter Racing                       | WM P79               |     |     |     |     | 13  |     |     |     |     |     |     |     |     |     |     |     |     |
| 1982   | NART                                | Ferrari 512 BB       | MON | SIL | NÜR | LEM | SPA | MUG | FUJ | BRH |     |     |     |     |     |     |     |     |     |
| 1982   | NART                                | Ferrari 512 BB       | DNF |     |     |     |     |     |     |     |     |     |     |     |     |     |     |     |     |
| 1990   | Louis Descartes Courage Compétition | ALD C289 Cougar C24S | SUZ | MON | SIL | SPA | DIJ | NÜR | DON | MOT | MEX |     |     |     |     |     |     |     |     |
| 1990   | Louis Descartes Courage Compétition | ALD C289 Cougar C24S |     | DNF | 20  | 25  |     |     |     | DNF |     |     |     |     |     |     |     |     |     |
| 1991   | Courage Compétition                 | Cougar C26S          | SUZ | MON | SIL | LEM | NÜR | MAG | MEX | AUT |     |     |     |     |     |     |     |     |     |
| 1991   | Courage Compétition                 | Cougar C26S          |     |     | 9   |     |     |     |     |     |     |     |     |     |     |     |     |     |     |
| 1992   | Courage Compétition                 | Cougar C28S          | MON | SIL | LEM | DON | SUZ | MAG |     |     |     |     |     |     |     |     |     |     |     |
| 1992   | Courage Compétition                 | Cougar C28S          | DNF |     |     |     |     |     |     |     |     |     |     |     |     |     |     |     |     |